# Большие Колпаны
Больши́е Колпа́ны (фин. Suuri Kolppana) — деревня в Гатчинском муниципальном округе. Бывший административный центр Большеколпанского сельского поселения.

## Название
Существуют две версии происхождения топонима «Колпаны»:
- От русского слова колп, что означает «водоплавающая птица»[5]
- От саамского слова колп, означающего песчаную холмистую местность, поросшую растительностью[6]

## История
Впервые упоминается в Писцовой книге Водской пятины 1500 года как село Колпницы в Богородицком Дягиленском погосте Копорского уезда.
Затем как деревня Kolpanitza by в Дягиленском погосте в шведских «Писцовых книгах Ижорской земли» 1618—1623 годов.
Деревня Kolpanets обозначена на карте Ингерманландии А. И. Бергенгейма составленной по материалам 1676 года.
На карте 1770 года Я. Ф. Шмидта на месте Малых и Больших Колпан обозначена деревня Колпино.
На карте Санкт-Петербургской губернии 1792 года А. М. Вильбрехта она упомянута как деревня Колпина.
Позже селение поделилось на две деревни — Большое и Малое Колпино (Колпано).
Деревня являлась вотчиной императрицы Марии Фёдоровны из которой в 1806—1807 годах были выставлены ратники Императорского батальона милиции.
На «Топографической карте окрестностей Санкт-Петербурга» Военно-топографического депо Главного штаба 1817 года она обозначена как деревня Большая Колпина из 37 дворов.
Деревня Большое Колпано из 36 дворов упоминается на «Топографической карте окрестностей Санкт-Петербурга» Ф. Ф. Шуберта 1831 года.

БОЛЬШОЕ КОЛПИНО — деревня принадлежит ведомству Гатчинского городового правления, число жителей по ревизии: 93 м. п., 114 ж. п. (1838 год)

Согласно карте Ф. Ф. Шуберта в 1844 году деревня Большое Колпано насчитывала 36 крестьянских дворов.
На этнографической карте Санкт-Петербургской губернии П. И. Кёппена 1849 года она обозначена как деревня «Gr. Kolpana», расположенная в ареале расселения савакотов. В пояснительном тексте к этнографической карте она записана как деревня Gross Kolpana (Большое Колпино) и указано количество её жителей на 1848 год: савакотов — 121 м. п., 122 ж. п., всего 243 человека.

КОЛПИНО БОЛЬШОЕ — деревня  Гатчинского дворцового правления, по почтовому тракту, число дворов — 38, число душ — 107 м. п. (1856 год)

Согласно «Топографической карте частей Санкт-Петербургской и Выборгской губерний» в 1860 году в деревне Большое Колпано были две кузницы, харчевня и сельский лазарет.

КОЛПИНО БОЛЬШОЕ (КОЛПАНО) — деревня удельная при колодце, число дворов — 40, число жителей: 110 м. п., 122 ж. п. (1862 год)

Согласно карте 1879 года деревня называлась Большое Колпино и состояла из двух смежных деревень. Одно Большое Колпино стояло вдоль тракта и насчитывало 14 крестьянских дворов и харчевни, второе Большое Колпино, строилось под углом к дороге и состояло из 17 крестьянских дворов.

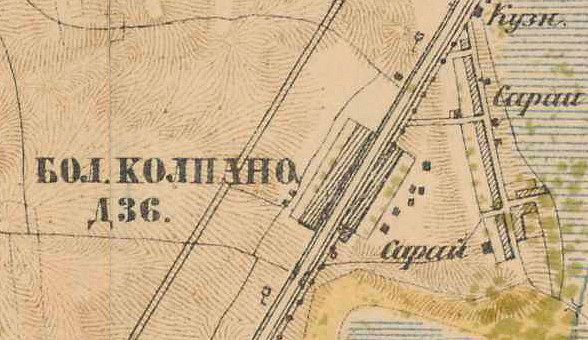
План деревни Большие Колпаны. 1885 год

В 1885 году деревня насчитывала 36 дворов.
В конце XIX — начале XX века деревня административно относилась к Гатчинской волости 2-го стана Царскосельского уезда Санкт-Петербургской губернии. Население деревни было однородным — финским.
К 1913 году количество дворов увеличилось до 47.
С 1917 года деревня Большие Колпаны входила в состав Колпанского сельсовета Гатчинской волости Детскосельского уезда.
Согласно данным переписи населения СССР 1926 года в деревне Большое Колпано Колпанского сельсовета Троцкой волости Троцкого уезда проживали 443 человека, в основном финны, а также русские, эстонцы и евреи.
В 1928 году население деревни Большие Колпаны составляло 727 человек.

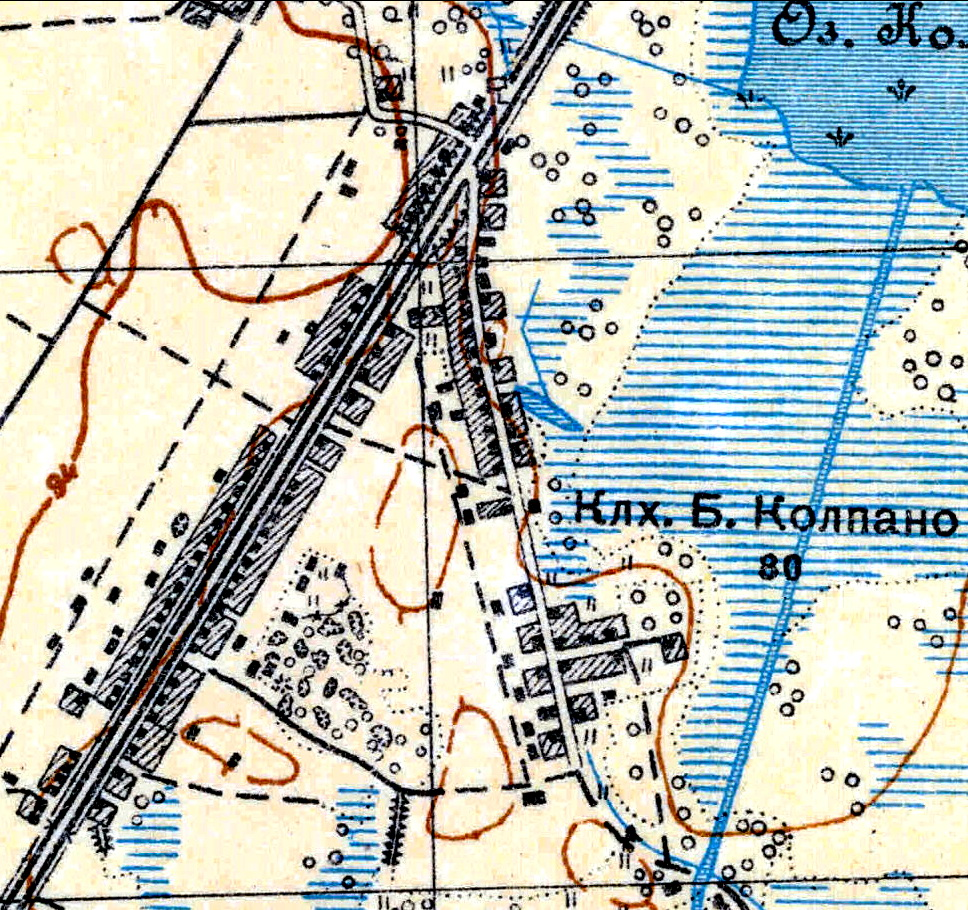
План деревни Большие Колпаны. 1931 год

Согласно топографической карте 1931 года в деревне был организован колхоз Большое Колпано, деревня насчитывала 80 крестьянских дворов.
По данным 1933 года деревня называлась Большое Колпано и входила в состав Колпанского финского национального сельсовета Красногвардейского района с  административным центром в городе Красногвардейске. В сельсовет входили 20 населённых пунктов: деревни Большая Загвоздка, Малая Загвоздка, Большое Замостье, Малое Замостье, Каргози, Большое Колпано, Малое Колпано, Большое Корпиково, Малое Корпиково, Новое Корпиково, Немецкая Колония, Большие Парицы, Малые Парицы, Педлино, Ряккелево, Сализи, Химози; посёлки Ильича, Речной Первый, Солодухино, общей численностью населения 3679 человек.
По данным 1936 года в состав Колпанского финского национального сельсовета входили 17 населённых пунктов, 899 хозяйств и 12 колхозов. Административным центром сельсовета была деревня Большое Колпаново.
C 1 августа 1941 года по 31 декабря 1943 года деревня находилась в оккупации.
В 1958 году население деревни Большие Колпаны составляло 1340 человек.
С июля 1959 года, в составе Никольского сельсовета.
По данным 1966 года деревня Большие Колпаны также входила в состав Никольского сельсовета.
Решением исполкома Ленинградского областного Совета депутатов трудящихся от 31 декабря 1970 года № 604 посёлок Дорожно-эксплуатационный участок — 141 и деревня Большие Колпаны были объединены в один населённый пункт — деревню Большие Колпаны, вновь образованного Большеколпанского сельсовета.
По административным данным 1973 года деревня Большие Колпаны входила в состав Большеколпанского сельсовета и являлась его административным центром, в деревне располагалась центральная усадьба совхоза «Гатчинский».
По данным 1990 года в деревне Большие Колпаны проживали 4235 человек. Деревня являлась административным центром Большеколпанского сельсовета в который входили 16 населённых пунктов: деревни Большие Колпаны, Вакколово, Вопша, Корписалово, Лядино, Малые Колпаны, Новое Колено, Новое Хинколово, Новые Черницы, Парицы, Ротково, Старое Хинколово, Старые Черницы, Тихковицы, Химози и село Никольское, общей численностью населения 11 353 человека.
В 1997 году в деревне проживали 4609 человек, в 2002 году — 4235 человек (русские — 91%), в 2007 году — 3930.

## География
Деревня расположена в северной части района на автодороге Р23 «Псков» (E 95, Санкт-Петербург — граница с Белоруссией) в месте примыкания к ней автодороги 41К-215 (подъезд к г. Гатчина).
К северу от деревни расположена станция Гатчина-Товарная железной дороги Мга — Ивангород. Расстояние до железнодорожной станции — 1,5 км.
Расстояние до районного центра — 3 км.

## Демография
| 1838  | 1848  | 1862  | 1928  | 1958  | 1997  | 2002  | 2007  |
| ----- | ----- | ----- | ----- | ----- | ----- | ----- | ----- |
| 207   | ↗243  | ↘232  | ↗727  | ↗1340 | ↗4609 | ↘4235 | ↘3930 |
| 2010  | 2011  | 2012  | 2017  | 2021  |       |       |       |
| ↗4174 | ↘4091 | ↗4095 | ↗4124 | ↘3572 |       |       |       |

### Национальный состав
Согласно данным Всероссийской переписи населения 2021 года в деревне проживали 3572 человека, из них:
 русские — 3204, узбеки — 92, таджики — 46, финны — 15, чуваши — 15, азербайджанцы — 13, украинцы — 12, цыгане — 10, белорусы — 9, таджики — 8, армяне — 5, грузины — 5, молдаване — 5, казахи — 4, марийцы — 4, болгары — 3, мордва — 3, башкиры — 2, евреи — 2, удмурты — 2, арабы — 1, лазы — 1, карелы — 1, кумыки — 1, осетины — 1, эстонцы — 1, другие национальности — 49 человек, остальные национальность не указали.

## Предприятия и организации
- Сельскохозяйственное предприятие ЗАО «Гатчинское»
- Отделение почтовой связи
- Садоводства (11) общей площадью 140,71 га[43]
- Амбулатория

## Образование
В деревне есть средняя общеобразовательная школа и отделение дошкольного образования:
- МБОУ Большеколпанская СОШ[44]
- МБДОУ Детский сад №20[45]

## Транспорт
От Гатчины до Больших Колпан можно доехать на автобусах маршрутов № 513, 514, 516, 531, 539, 540.

## Достопримечательности
- Памятник-мемориал воинам-ополченцам 1941 года. Сооружён в память о погибших ополченцах при защите подступов к городу Красногвардейску в августе-сентябре 1941 года.

## Улицы
1-й Семилетки, 30 лет Победы, Восточный переулок, Главная, Деловая, Дорожная, Киевское шоссе, Киевское шоссе 53 километр, Комиссара Казначеева, Кооперативная, Промзона-1, Садовая, Совхозная, Средняя, Старая, Терешковой, Юбилейная.

## Садоводства
Большие Колпаны.